# Pattinaggio di velocità ai IX Giochi olimpici invernali
Le competizioni del pattinaggio di velocità  dei IX Giochi olimpici invernali si sono svolte dal 30 gennaio al 7 febbraio 1964 sulla pista del Olympia Eisschnellaufbahn a Innsbruck.
Come nell'ultima edizione di Squaw Valley 1960 si sono disputate 4 prove maschili e quattro prove femminili.

## Programma
| Pattinaggio di velocità ai IX Giochi olimpici invernali | Pattinaggio di velocità ai IX Giochi olimpici invernali | Pattinaggio di velocità ai IX Giochi olimpici invernali | Pattinaggio di velocità ai IX Giochi olimpici invernali | Pattinaggio di velocità ai IX Giochi olimpici invernali | Pattinaggio di velocità ai IX Giochi olimpici invernali | Pattinaggio di velocità ai IX Giochi olimpici invernali | Pattinaggio di velocità ai IX Giochi olimpici invernali | Pattinaggio di velocità ai IX Giochi olimpici invernali | Pattinaggio di velocità ai IX Giochi olimpici invernali | Pattinaggio di velocità ai IX Giochi olimpici invernali | Pattinaggio di velocità ai IX Giochi olimpici invernali | Pattinaggio di velocità ai IX Giochi olimpici invernali |
| Eventi / Giorni                                         | Gennaio/Febbraio 1964                                   | Gennaio/Febbraio 1964                                   | Gennaio/Febbraio 1964                                   | Gennaio/Febbraio 1964                                   | Gennaio/Febbraio 1964                                   | Gennaio/Febbraio 1964                                   | Gennaio/Febbraio 1964                                   | Gennaio/Febbraio 1964                                   | Gennaio/Febbraio 1964                                   | Gennaio/Febbraio 1964                                   | Gennaio/Febbraio 1964                                   | Gennaio/Febbraio 1964                                   |
| Eventi / Giorni                                         | 29                                                      | 30                                                      | 31                                                      | 1                                                       | 2                                                       | 3                                                       | 4                                                       | 5                                                       | 6                                                       | 7                                                       | 8                                                       | 9                                                       |
| ------------------------------------------------------- | ------------------------------------------------------- | ------------------------------------------------------- | ------------------------------------------------------- | ------------------------------------------------------- | ------------------------------------------------------- | ------------------------------------------------------- | ------------------------------------------------------- | ------------------------------------------------------- | ------------------------------------------------------- | ------------------------------------------------------- | ------------------------------------------------------- | ------------------------------------------------------- |
| 500 m maschile                                          |                                                         |                                                         |                                                         |                                                         |                                                         |                                                         | Finale                                                  |                                                         |                                                         |                                                         |                                                         |                                                         |
| 1500 m maschile                                         |                                                         |                                                         |                                                         |                                                         |                                                         |                                                         |                                                         |                                                         | Finale                                                  |                                                         |                                                         |                                                         |
| 5000 m maschile                                         |                                                         |                                                         |                                                         |                                                         |                                                         |                                                         |                                                         | Finale                                                  |                                                         |                                                         |                                                         |                                                         |
| 10000 m maschile                                        |                                                         |                                                         |                                                         |                                                         |                                                         |                                                         |                                                         |                                                         |                                                         | Finale                                                  |                                                         |                                                         |
| 500 m femminile                                         |                                                         | Finale                                                  |                                                         |                                                         |                                                         |                                                         |                                                         |                                                         |                                                         |                                                         |                                                         |                                                         |
| 1000 m femminile                                        |                                                         |                                                         |                                                         | Finale                                                  |                                                         |                                                         |                                                         |                                                         |                                                         |                                                         |                                                         |                                                         |
| 1500 m femminile                                        |                                                         |                                                         | Finale                                                  |                                                         |                                                         |                                                         |                                                         |                                                         |                                                         |                                                         |                                                         |                                                         |
| 3000 m femminile                                        |                                                         |                                                         |                                                         |                                                         | Finale                                                  |                                                         |                                                         |                                                         |                                                         |                                                         |                                                         |                                                         |

## Podi
| Evento             | Oro               | Perform. | Argento                                     | Perform. | Bronzo             | Perform.      |
| Gare maschili      |                   |          |                                             |          |                    |               |
| 500 m (dettagli)   | Richard McDermott | 40"1     | Alv Gjestvang Evgenij Grišin Vladimir Orlov | 40"6     | Non assegnata      | Non assegnata |
| 1500 m (dettagli)  | Ants Antson       | 2'10"3   | Kees Verkerk                                | 2'10"6   | Villy Haugen       | 2'11"2        |
| 5000 m (dettagli)  | Knut Johannesen   | 7'38"4   | Per Ivar Moe                                | 7'38"6   | Fred Anton Maier   | 7'42"0        |
| 10000 m (dettagli) | Jonny Nilsson     | 15'50"1  | Fred Anton Maier                            | 16'06"0  | Knut Johannesen    | 16'06"3       |
| Gare femminili     |                   |          |                                             |          |                    |               |
| 500 m (dettagli)   | Lidija Skoblikova | 45"0     | Irina Egorova                               | 45"4     | Tat'jana Sidorova  | 45"5          |
| 1000 m (dettagli)  | Lidija Skoblikova | 1'33"2   | Irina Egorova                               | 1'34"3   | Kaija Mustonen     | 1'34"8        |
| 1500 m (dettagli)  | Lidija Skoblikova | 2"22.6   | Kaija Mustonen                              | 2"25.5   | Berta Kolokol'ceva | 2"27.1        |
| 3000 m (dettagli)  | Lidija Skoblikova | 5'14"9   | Han Pil-Hwa Valentina Stenina               | 5'18"5   | Non assegnata      | Non assegnata |

## Medagliere
| Posizione | Paese            |   |    |   | Totale |
| --------- | ---------------- | - | -- | - | ------ |
| 1         | Unione Sovietica | 5 | 5  | 2 | 12     |
| 2         | Norvegia         | 1 | 3  | 3 | 7      |
| 3         | Svezia           | 1 | 0  | 0 | 1      |
| 3         | Stati Uniti      | 1 | 0  | 0 | 1      |
| 5         | Finlandia        | 0 | 1  | 1 | 2      |
| 6         | Paesi Bassi      | 0 | 1  | 0 | 1      |
| 6         | Corea del Nord   | 0 | 1  | 0 | 1      |
| Totale    | Totale           | 8 | 11 | 6 | 25     |